# Скромна привабливість буржуазії
«Скромна привабливість буржуазії» (фр. Le charme discret de la bourgeoisie) — сюрреалістична кінокомедія іспанського режисера Луїса Бунюеля 1972 року, знята за сценарієм, написаним Жаном-Клодом Кар'єром у співавторстві з режисером. Фільм нагороджений премією «Оскар» у категорії «Найкращий фільм іноземною мовою».
Фільм зображає компанію людей із вищого суспільства, які кілька разів намагаються зібратися за вечерею чи обідом, але щоразу їм щось перешкоджає. Згодом через низку снів, змішану з реальністю, розкриваються таємні страхи персонажів і їм (як і глядачам) стає важко відрізнити — це все ще сон, чи лицемірну суть одного з них викрито насправді.

## Сюжет
Фільм складається з кількох тематично пов'язаних сцен: п'яти зустрічей компанії буржуа та чотирьох снів різних персонажів. На початку фільму на передньому плані зустрічі персонажів, згодом дедалі більше часу займають сни. Крім респектабельних буржуа в фільмі також діє терористка із вигаданої латиноамериканської держави Міранда. Зображений у фільмі світ не реалістичний, але персонажі сприймають його як справжній, навіть тоді, коли події набирають неможливого й суперечливого характеру.
Фільм починається з того, що чоловік та дружина Тевено (Франкер і Сейріг) у супроводі колеги Тевено Рафаеля Акоста (Рей) та сестри мадам Тевено Флоранс (Ож'є) йдуть до помешкання Сенешалів, куди їх запросили на вечерю. Але, коли гості прибули, Аліс Сенешаль (Одран) зустрічає їх зі здивуванням. Вона чекала їх тільки завтра, а тому вечеря не готова. Тоді гості пропонують мадам Сенешаль піти з ними повечеряти у ресторан. Ресторан, проте, зачинений. На стукіт виходить офіціантка і проводить їх у приміщення, хоча й неохоче, вимовляючи щось про нового власника. У ресторані нікого нема, попри сміховинно низькі ціни, а з сусідньої кімнати чується голосний плач. Гості довідуються, що власник помер тільки кілька годин тому, а персонал сидить над його тілом і чекає на поліцію. Гості квапливо йдуть геть.
Пізніше в посольстві Міранди Акоста обговорює доходи від великої угоди з торгівлі кокаїном. Під час зустрічі Акоста бачить молоду жінку, яка продає заводні іграшки біля посольства, та стріляє в неї з рушниці з вікна посольства. Як він пояснює, жінка належить до терористичної групи маоїстів, яка переслідує його кілька місяців.
Через два дні друзі збираються на обід у Сенешалів, але подружжя господарів (чоловіка грає Кассель) утікають у сад, щоб зайнятися сексом. Для одного з гостей це означає, що, мабуть, Сенешалі знають про майбутній наліт поліції, а він боїться викриття в зв'язку з торгівлею кокаїном. Всі розбігаються в паніці.
Тоді друзі йдуть у кафе, але виявляється, що там закінчилися всі напої: чай, кава, молоко, хоча зрештою з'ясовується, що вода є. Поки вони чекають, з ними заводить розмову солдат, згадує про своє дитинство, про те, як після смерті матері його виховував холодний серцем батько. Привид матері солдата повідомляє, що то зовсім не його батько, а чоловік, який убив справжнього батька на дуелі через неї. На прохання привида матері солдат отруює й убиває самозванця.
Перед парою Сенешалів з'являється єпископ, одягнутий як садівник. Він бажає найнятися до них на роботу доглядати за їхнім садом. Вони виганяють його, але коли він повертається в єпископському одязі, вони радо приймають його, демонструючи свої упередженість, снобізм та лицемірство. Єпископ продовжує наполягати на найму на роботу садівником. Він пояснює, що його батьки померли від отрути й що винуватця так і не впіймали. Пізніше у фільмі він дає останнє благословення людині, яка зізнається в отруєнні його батьків. Єпископ дає благословення, але потім стріляє в нього з обріза, замикаючи коло лицемірства.
Подальші спроби спільної вечері у фільмі знову і знову зазнають невдачі. Одного разу вечерю перериває прибуття групи офіцерів французької армії, іншого виявилось, що обідня зала в будинку французького полковника насправді є театральною сценою, на якій іде вистава, у сні одного з персонажів. На екрані з'являються примари, але потім з'ясовується, що це всього лиш сон.
Бунюель наче знущається над своїми персонажами, обіцяючи їм вечерю, і відбираючи її у них найрізноманітнішими й найхимернішими способами. Вони сердяться, намагаються ввічливо висловити своє обурення, але не припиняють спроб. Вони хочуть отримати своє, так ніби мають природне право на те, щоб інші їм служили й догоджали. А Бунюель продовжує виставляти напоказ їхні вади: надмірні прагнення, лицемірство й зіпсованість. У снах персонажів глядач бачить їхні страхи — не тільки страх приниження на людях, але й страх перед поліцією, перед терористами. Принаймні один зі снів укладений в інший.
Упродовж усього фільму повторюється сцена, в якій шестеро людей мовчки йдуть довгою безлюдною сільською дорогою у невідомому напрямку. Цією ж сценою фільм завершується.

## У ролях
| - Фернандо Рей — Рафаель Акоста, посол Республіки Міранда - Поль Франкер — мосьє Тевено - Дельфін Сейріг — Сімон Тевено - Бюль Ож'є — Флоранс, сестра мадам Тевено - Стефан Одран — Аліс Сенешаль - Жан-П'єр Кассель — Анрі Сенешаль - Жульєн Берто — монсеньйор Дюфур, єпископ - Жорж Дукінг — садівник - Мілена Вукотич — Інес, покоївка Сенешалів | - Марія Габріелла Майоне — терористка - Клод П'єплю — полковник - Маргеріт Мюні — селянка - П'єр Магелон — закривавлений бригадир - Франсуа Местр — комісар поліції Делеклюз - Мішель Пікколі — міністр - Бернар Мюссон — офіціант - Робер Ле Беаль — кравець |

## Сприйняття
На агрегаторі «Rotten Tomatoes» фільм має 98 % схвальних рецензій критиків і 89 % схвалення від пересічних глядачів. «Metacritic» дає середню оцінку 93 зі 100, що відповідає «загальному визнанню».
Американський кінокритик Роджер Еберт пояснював, що гумор фільму полягає в тому, що група буржуа збирається побалакати разом, сподіваючись, що мова не зайде про багато тем, на які вони бояться говорити. Адже тоді викриється суть кожного, а персонажі цього фільму цілком сприймають одне одного через зовнішній образ, під яким ховається жадібність і розпуста. Та фільм зрештою не є критикою конкретно буржуазії. «Бунюель був цинічним, але не депресивним. Так, ми говоримо одне, а робимо інше, але це не робить нас злими — лише людьми і, з його точки зору, смішними».
Чарльз Тейлор у «Salon.com» описав сенс фільму в тому, що «люди жахливі», але Бунюель каже це не з огидою, а з потіхою. Персонажі не засуджуються, засудити їх «було б все одно, що ненавидіти пустелю, тому що в ній немає води. Усі вони цілком такі, якими вони є, чисті у своїй зіпсованості, щирі у своїй нещирості, гарно виховані у своїй жахливій егоцентричності».